# Grupo Contadora
El Grupo Contadora fue  una instancia multilateral propuesta en enero de 1983 por México a Colombia, a la que se invitó a Panamá y Venezuela con el fin de promover conjuntamente la paz en América Central.
El estímulo original provino de un llamado realizado por el primer ministro sueco Olof Palme y los premios Nobel Gabriel García Márquez, Alfonso García Robles y Alva Myrdal a los presidentes de Colombia, México, Venezuela y Panamá, para que actuaran como mediadores para establecer la paz en América Central, que se encontraba en medio de conflictos armados en Guatemala, El Salvador y Nicaragua, afectando este último a Honduras. Conflictos que amenazaban con desestabilizar toda la región.[cita requerida]
Durante la toma de posesión de Miguel de la Madrid Hurtado como presidente de México el 1 de diciembre de 1982 en la Ciudad de México, asistió una representación de alto nivel enviada por el presidente colombiano Belisario Betancur,  en la que además de las felicitaciones y buenos deseos por el inicio de la nueva administración, se abordó ampliamente la situación en Centroamérica. Betancur había asumido su investidura hacía menos de cuatro meses, el 6 de agosto, y junto con De la Madrid, tenían pensado cambiar la política internacional de sus respectivos países en relación con aquella región. Ante el entendimiento que se suscitó en aquel momento, el presidente mexicano giró instrucciones para que su nuevo canciller, Bernardo Sepúlveda Amor iniciara la búsqueda de como iniciar gestiones para alcanzar la paz. Vía telefónica acordó con su homólogo colombiano Rodrigo Lloreda Caicedo reunirse para tratar más ampliamente el asunto, y a aquella reunión decidieron invitar a los cancilleres José Alberto Zambrano Velasco de Venezuela y Jorge Illueca de Panamá.[cita requerida]
La reunión se celebró el 7 de enero de 1983 en la isla Contadora, en Panamá, de donde tomó el nombre el grupo conformado por estos cuatro países.[cita requerida]
El Grupo Contadora que se conformaba al margen de los intereses de Estados Unidos, quien incluso no vio con buenos ojos su conformación, debido a que de tiempo atrás venía operando con una línea de acción diametralmente opuesta al grupo, ya que actuaba en medio de los conflictos de la Guerra Fría en contra de la Unión Soviética, ayudada por Cuba, penetrando principalmente en Nicaragua, que se convertía en un punto de choque entre ambas potencias, con el fin de impedir la instalación de un régimen socialista y defender sus intereses hemisféricos capitalistas. El plan de paz del Grupo Contadora fue apoyado por el Consejo de Seguridad y la Asamblea General, ambas de las Naciones Unidas, así como por otros organismos internacionales y regionales.[cita requerida]
En septiembre de 1983, a causa de la mediación del Grupo Contadora, los cancilleres de los países centroamericanos adoptaron un Documento de Objetivos en la Ciudad de Panamá. El documento declara la voluntad de los gobiernos centroamericanos de promover la democratización y terminar los conflictos armados, actuando de acuerdo al Derecho internacional, para revitalizar y restaurar el desarrollo económico y la cooperación en Centroamérica, y negociar mejores accesos a los mercados internacionales.[cita requerida]
En septiembre de 1984, fue presentada el Acta de Paz y Cooperación de en Centroamérica de Contadora, que contenía un detallado esquema de compromisos para la paz, la democratización, la seguridad regional y la cooperación económica. Asimismo creaba comités regionales para evaluar y seguir esos compromisos.[cita requerida]
El 29 de julio de 1985, en Lima, aprovechando el encuentro de presidentes para asistir a la asunción del presidente Alan García, Argentina, Brasil, Perú y Uruguay anunciaron juntos la creación del Grupo de Apoyo a Contadora o Grupo de Lima. Ambos grupos de países juntos fueron conocidos como el Grupo de los Ocho.[cita requerida]
El Acta de Contadora obtuvo el respaldo generalizado de los países democráticos de América Latina pero no contó con el apoyo crucial de los Estados Unidos, debido a su oposición a reconocer al gobierno de Nicaragua y a renunciar a las intervenciones militares unilaterales en el área.[cita requerida]
Si bien el Grupo Contadora no logró establecer una fórmula de paz aceptable para todas las partes involucradas, sentó los fundamentos para que emergiera dicho plan en los años siguientes el llamado Acuerdo de Paz de Esquipulas, surgió de los esfuerzos de Contadora y permitió reformular completamente la política centroamericana.[cita requerida]
Más adelante del Grupo de los Ocho amplió sus preocupaciones a otros problemas de interés regional, abordando la situación de las Islas Malvinas (exhortando a la negociación entre Argentina y Gran Bretaña), la deuda externa y el proteccionismo de los países desarrollados.[cita requerida]
A partir de 1990 el Grupo Contadora adoptó el nombre de Grupo de Río.[cita requerida]